# Catherine Tizard
Pour les articles homonymes, voir Tizard.
Catherine Anne Tizard, née MacLean le 4 avril 1931 à Auckland et morte dans la même ville le 31 octobre 2021, est une femme d'État néo-zélandaise. Elle est gouverneur général de Nouvelle-Zélande du 13 décembre 1990 au 21 mars 1996.

## Biographie
Membre du Parti travailliste, Catherine Tizard est élue maire d'Auckland en 1983, une première pour une femme. Elle exerce la fonction jusqu'à sa nomination en qualité de gouverneur général de Nouvelle-Zélande en 1990, devenant également la première femme à accéder au poste. Elle se retire en 1996 après la nomination de son successeur, Michael Hardie Boys.

## Distinctions
- Dame grand-croix de l'ordre de Saint-Michel et Saint-Georges (1990[2])
- Dame commandeur de l'ordre de l'Empire britannique (1985[2])
- Dame de justice du Très vénérable ordre de Saint-Jean (DStJ)
- Ordre de Nouvelle-Zélande (ONZ, 2002)
- Dame grand-croix de l'ordre royal de Victoria (GCVO)